# وليد العلايلي
وليد العلايلي (مواليد 1960)، هو ممثل لبناني. بدأ التمثيل عام 1999 في ايسار. وبعدها شارك في العديد من المسلسلات اللبنانية والعربية والعالمية.

## حياته الشخصية
والده الطبيب «عبد الكريم العلايلي» ووالدته سويسرية من مدينة (Engelberg). عاش في سويسرا أثناء الحرب الأهلية اللبنانية حتى عاد إلى لبنان عام 1995. تزوج من «جوسلين» ولديه منها تيمور وشهرزاد.

## أعماله

### مسلسلات
| - محرومين: (2017) جلال - الحرام: (2016) - عشق النساء: (2014) غازي - غزل البنات: (2014) - اتهام: (2014) - تحت الأرض: (2013) - العائدة: (2012) - روبي: (2012) د. حداد - كيندا: (2012) - نابليون والمحروسة: (2012) ديبوي - الشحرورة: (2011) - هي وهي: (2011) | - تحليق النسور: (2011) - جنى العمر: (2011) - هروب: (2011) - بوابة القدس: (2011) - صهيل الأصايل: (2010) - أبواب الغيم: (2010) - رجال الحسم: (2009) - رياح الثورة: (2009) - شيء من القوة: (2009) - بين بيروت ودبي: (2008) | - نار تحت الجليد: (2008) - فاميليا: (2008) - للحب وجه آخر: (2007) - دموع الندم: (2007) - مالح يا بحر: (2007) فيكتور - ابنة المعلم: (2005) عماد - غريبة: (2005) - التغريبة الفلسطينية: (2004) روبين - بنات عماتي وبنتي وأنا: (2003) - صلاح الدين الأيوبي: (2001) غي دي لوزينيان - الباشوات: (1999) - ايسار: (1999) |

### أفلام
- الفجر: (2000)
- (From My Window, Without a Home: (2006
- (Un homme perdu: (2007

### مسرحيات
- أنيس وموريس (2008) أنيس
- مسرحية طريق الشمس (2014)

## وصلات خارجية
- وليد العلايلي على موقع IMDb (الإنجليزية)
- وليد العلايلي على موقع قاعدة بيانات الأفلام العربية
- صفحة وليد العلايلي في قاعدة بيانات الأفلام العربية